# Betriebssicherheitsmanagement
Unter Betriebssicherheitsmanagement (BSM) versteht man die Gestaltung, Lenkung und Entwicklung eines zweckgerichteten sozialen Systems in einer Weise, dass die mit seinen betrieblichen Prozessen verbundenen Risiken als akzeptabel und verantwortbar gelten.

## Einführung
Die Gesamtheit aller wirtschaftlichen und haftungsrechtlichen Verantwortungen eines Unternehmens sowie die Einhaltung gesetzlicher Vorschriften und Auflagen hat inzwischen eine so hohe Komplexität erfahren, dass es den Führungskräften immer schwerer fällt notwendige Entscheidungen zu erkennen und zu treffen. Die in den letzten Jahren vollzogenen Anpassungen von Unternehmen an neue Marktsituationen mit ihren immer kürzeren Veränderungszyklen gingen vielfach einher mit tief greifenden organisatorischen Neuausrichtungen. Ganze Konzerne wurden umgebaut, Hierarchieebenen wurden abgebaut, Personal wurde reduziert, umgesetzt und mit teilweise gänzlich neuen Aufgaben betraut.
Die Betrachtungen der Stakeholder (Anspruchsgruppen) sind im Management der Vergangenheit sehr stark auf Kunden, Lieferanten und Mitarbeitende ausgerichtet gewesen. In Zukunft werden die weiteren Stakeholder Kapitalgeber, Konkurrenz, Staat und Öffentlichkeit im betrieblichen Management an Bedeutung gewinnen. Modernes Management wird eine wichtige Rolle spielen für die Compliance des Unternehmens.

## Managementsysteme
Mit der Einführung von (Teil-)Managementsystemen wie Qualitäts-, Umwelt- und Arbeitsschutzmanagementsystemen wurde den Unternehmen Werkzeuge in die Hand gegeben, die Umsetzung zentraler Themen mit formalisierten Systemen in die Unternehmensführung aufzunehmen.
Hierfür sprechen viele gute Gründe, aber es birgt sich darin auch ein nicht unerhebliches Gefahrenpotenzial:
- Mit Teilmanagementsystemen laufen die Unternehmen Gefahr, das zentrale Ziel eines Führungssystems – die ganzheitliche Führung eines Unternehmens – nicht zu erreichen,
- es gibt thematische Überschneidungen zwischen den Managementsystemen, so stellen sie z. B. alle Anforderungen an Schulungen; stellen Qualität, Umweltschutz und Arbeitssicherheit Anforderungen an die Beschaffung; kümmern sich Umweltschutz und Arbeitssicherheit um Gefahrstoffe etc., so dass es zu Doppelarbeit und im schlimmsten Fall sogar zu widersprüchlichen Regelungen kommen kann

Als Lösung bietet sich an, die Managementsysteme nicht getrennt voneinander und vom restlichen Führungssystem des Unternehmens aufzubauen, sondern als integriertes Managementsystem.

## Haftungsrisiken
Die Haftungsrisiken für Geschäftsführer und deren Führungskräfte wurden durch das „Gesetz zur Kontrolle und Transparenz im Unternehmensbereich“ (KonTraG) erheblich erweitert (siehe auch „Aktiengesetz“). Das Risiko, im Unternehmen gegen Unternehmenspflichten zu verstoßen, dadurch Schäden zu verursachen und für diese Schäden zu haften, muss durch besondere organisatorische Maßnahmen vermieden werden. Durch eine wirkungsvolle Vernetzung der Managementsysteme lassen sich auch die Risiken von Verstößen gegen Unternehmenspflichten und die dadurch ausgelösten Haftungsrisiken systematisch erfassen und vermeiden.

## Betriebssicherheitsmanagement-System
Alle diese Veränderungen haben auch vor den Querschnittsorganisationen wie der Arbeitssicherheit, dem Umweltschutz, dem Datenschutz und weiteren Sicherheits- und Gesundheitsbereichen nicht haltgemacht. Auch hier hat vielerorts eine Optimierung und Bündelung stattgefunden. Die Systematisierung und Bündelung von Managementsystemen zur Beherrschung der gesamten unternehmerischen Risiken ist dazu vielfach in einem modernen zukunftsorientierten Betriebssicherheitsmanagement-System zusammengeführt worden.
Ein modernes systemisch-evolutionäres Management-System wie das Betriebssicherheitsmanagement-System verfolgt einen ganzheitlichen Ansatz und erfüllt die zeitgemäße Forderung nach einem optimal strukturierten Vorgehen sowie vernetztem Wirken. Es bildet den Bezugsrahmen für das Verhalten der Mitarbeiter und maximiert die Lebensfähigkeit des Unternehmens. Es schafft Rechtssicherheit und ist ein nicht zu unterschätzender Wirtschaftsfaktor. Das Betriebssicherheitsmanagement-System ersetzt keine vorhandenen Managementsysteme. Es ist ein operatives Instrument zur Bündelung und Vernetzung vorhandener Systeme, um Synergien optimal zu nutzen und Effizienzsteigerungen zu erwirken.
Es ist zu unterschieden in:
- das Betriebssicherheitsmanagement-System
- das Betriebssicherheitsmanagement
- den Betriebssicherheitsmanager

Auf die einzelnen sich daraus ergebenden Aufgabenstellungen des Unternehmers, der Führungskräfte und des Betriebssicherheitsmanagers und besonders deren vernetzte Vorgehensweise soll eingegangen werden:
- Das Betriebssicherheitsmanagement-System ist die Bündelung aller Managementsysteme zur ganzheitlichen Betrachtung und Beherrschung der unternehmerischen Risiken.
- Das Betriebssicherheitsmanagement ist die innerbetriebliche Stabsfunktion in der alle Beauftragtenfunktionen gebündelt werden und die Vernetzung mit dem Betriebssicherheitsmanagement-System erfolgt.
- Der Betriebssicherheitsmanager ist die beauftragte Person des Unternehmers für Arbeitssicherheit, Gesundheitsschutz, Qualität, Umweltschutz, Datenschutz, Brandschutz und entsprechende weitere Beauftragungen. Er leitet das Betriebssicherheitsmanagement. Der Betriebssicherheitsmanager ist der qualifizierte innerbetriebliche Experte, der übergreifend die Disziplinen vernetzt und zusammen führt. Seine primären Aufgaben sind die Moderation, Beratung und Motivation. Er kennt die gesetzlichen Anforderungen und er hat es gelernt, diese für die betriebliche Anwendung auf zu bereiten. Damit verschafft er den Führungskräften die nötige Rechtssicherheit. Für sein Handeln, besonders seine Beratung in Rechtsfragen, trägt er die Verantwortung. Der Unternehmer und die Führungskräfte müssen sich auf seine Ausführungen zu sicherheits- und umweltrelevanten Gesetzen und Regeln verlassen können. Zu dieser Verantwortung muss der Betriebssicherheitsmanager auch stehen.

Alleine das Vertreten des gesamten Unternehmens gegenüber Behörden in allen sicherheits-, gesundheits-, datenschutz- und umweltschutzrelevanten Fragen durch nur eine Person bringt ein Mehr an Rechtssicherheit für die Geschäftsleitung und alle Führungskräfte mit sich.
Ein modernes Betriebssicherheitsmanagement-System verfolgt einen ganzheitlichen Ansatz und erfüllt die zeitgemäße Forderung nach einem optimal strukturierten Vorgehen sowie vernetztem Wirken. Es schafft Rechtssicherheit und ist ein nicht zu unterschätzender Wirtschaftsfaktor.
Ein zeitgemäßes Betriebssicherheitsmanagement muss präventiv agieren und dies nicht nur in Arbeitssicherheit und Gesundheitsschutz, sondern es beinhaltet das gesamte Themenspektrum von „Sicherheit“ und Umweltschutz. Ebenso sind die technischen Einrichtungen, Arbeitsplätze und Arbeitsbedingungen präventiv zu gestalten und zu erhalten.
Durch den Wegfall der Grenzen in Europa und die immer weitere Öffnung der globalen Märkte erfolgt eine steigende Vermischung der Belegschaften. Mitarbeiter aus unterschiedlichen Herkunftsländern sind in die Betriebe zu integrieren. Damit ergeben sich neben den sprachlichen Problemen eine Vielzahl kultureller und sozialer Themen, die es zu behandeln gilt. Mit dem demografischen Wandel werden darüber hinaus die Unternehmen vor das immer größer werdende Problem gestellt, geeignete Fachkräfte in ausreichender Zahl auf dem Arbeitsmarkt zu finden. Ganzheitliche Optimierungen von Prozessen können hier neue Personalressourcen schaffen und somit Personallücken schließen.
Eine präventive Unternehmenskultur aufzubauen und ständig weiterzuentwickeln ist daher die zentrale Möglichkeit der Zukunftssicherung. Die guten Erfahrungen von „Gesunden Unternehmen“ mit ihren Präventionsprogrammen sollen als Vorbild dienen.

## Integrierte Managementsysteme
Innerhalb des Betriebssicherheitsmanagement-Systems werden die verschiedenen betrieblichen Managementsysteme miteinander verknüpft. Die im Folgenden angesprochenen Managementsysteme sollen nur eine Auswahl darstellen. So kann natürlich auch z. B. ein Security-Managementsystem hervorragend in das Betriebssicherheitsmanagement-System integriert werden. Gerade die Flexibilität des Systems ist eine seiner zahlreichen Stärken.

## Qualitätsmanagement
Der prozessorientierte Ansatz des Qualitätsmanagements nach DIN EN ISO 9000 ff trägt zum funktionsübergreifenden Denken bei und hilft das Gesamtunternehmen transparent zu machen und in der Folge somit besser zu überblicken.
Die ISO 9000-Normenfamilie besteht aus den folgenden Normen:
- DIN EN ISO 9000: Grundlagen und Begriffe
- DIN EN ISO 9001: Anforderungen an QM-Systeme
- DIN EN ISO 9004: Leitfaden zur Leistungsverbesserung
- DIN EN ISO 19011 – Leitfaden für das Auditieren von Qualitäts- und Umweltmanagementsystemen

Die neue ISO 9004:2008 wurde im August 2008 als „Leiten und Lenken für den nachhaltigen Erfolg einer Organisation – Ein Qualitätsmanagementansatz“ als Entwurf vorgelegt. Die Zertifizierung eines Unternehmens nach der DIN EN ISO 9001:2015 garantiert nicht die hochwertige Qualität von Produkten oder Dienstleistungen. Es werden nur Vorgaben gemacht, wie eine Organisation vorzugehen hat, damit es ein wirksames Qualitätsmanagement-System aufbaut.

## Risikomanagement
Risiken entstehen dadurch, dass die Auswirkungen unternehmerischer Entscheidungen nur bedingt vorhergesagt werden können. Daher ist eine der wichtigsten Aufgaben der Unternehmensleitung, Risiken zu erfassen, zu beurteilen und in der Folge durch geeignete Maßnahmen zu beeinflussen. Unter Risikomanagement versteht man die Führung des Unternehmens aus der Gesamtschau aller seiner Risiken und ihrer Beherrschung (Wittmann & Siegmann 2008). Mit Gefahren ist planvoll und zielgerichtet umzugehen. Durch die systematische Anwendung der Instrumente sollen die Unternehmensentscheidungen möglichst weit in den Bereich der kalkulierten Wahrscheinlichkeiten verschoben werden. Hierzu muss sich das Management zunächst aller wesentlichen Risiken bewusst werden und entscheiden, welche Maßnahmen im Umgang mit ihnen zu treffen sind. Dadurch sollen bestehende und vor allem auch potenzielle Risiken kalkulierbar und somit kontrollierbar werden.
Aus der Formulierung des § 91 Abs. 2 Aktiengesetz (AktG) und aus der Begründung zu dieser Vorschrift sowie aus der allgemeinen Begründung zum „Gesetz zur Kontrolle und Transparenz im Unternehmensbereich“ (KonTraG) folgt, dass der Gesetzgeber folgende vom Unternehmen zu definierende Komponenten für ein funktionierendes Risikomanagementsystem fordert:
- Frühwarnsysteme
- Controlling
- Internes Überwachungssystem

Beim Ausbau und der Implementierung eines Risikomanagements sollten bereits vorhandene Teilsysteme, wie die Elemente des Controllings und der internen Kontrollsysteme genutzt und ausgebaut werden.
Der Ablauf des Risikomanagementprozesses vollzieht sich – wie in allen modernen Managementsystemen in Form eines Regelkreises. Ausgehend von einer Risikostrategie sind die Risiken zu identifizieren, zu analysieren, zu bewerten, zu steuern und zu überwachen. Zur erfolgreichen Umsetzung kommt es darauf an, das Risikomanagement als einen kontinuierlichen Prozess im Unternehmen zu etablieren und in die wesentlichen Unternehmensprozesse zu integrieren. Seine Konzeption muss dabei gewährleisten, dass auf Veränderungen der risikobestimmenden Faktoren in angemessener Zeit reagiert werden kann.

## Sicherheits- und Gesundheitsschutzmanagement
In Arbeitssicherheit und Gesundheitsschutz darf man nichts dem Zufall überlassen. Arbeitsschutz ist genauso gründlich zu planen und zu organisieren wie die betrieblichen Prozesse selber. Gute, auf die betrieblichen Prozesse abgestimmte Arbeitsschutzmanagementsysteme (AMS) bilden eine optimale Grundlage dazu.
Arbeitsschutzmanagement ist nicht nur in Deutschland, sondern global zu einem wichtigen Thema geworden. Als nachhaltig wirkendes Instrument des Arbeitsschutzes erhöht es die Anpassungsfähigkeit des Unternehmens an wechselnde Anforderungen aus seiner sozialen, wirtschaftlichen und ökologischen Umwelt.
Es lässt sich zwangsläufig folgern, dass ein betriebliches Arbeitsschutzmanagementsystem zweifellos das effektivste Instrument ist, Arbeitsschutz planmäßig, zielorientiert und systematisch in die betriebliche Gesamtorganisation zu integrieren, dies in geeigneter Weise zu dokumentieren und im Sinne eines kontinuierlichen Verbesserungsprozesses zu pflegen und weiterzuentwickeln. Das Arbeitsschutzmanagement umfasst die Organisation aller Bereiche des Arbeitsschutzes, der Arbeitssicherheit und des Gesundheitsschutzes in Arbeitsstätten. Da der Themenbereich sehr umfangreich sein kann und viele Vorschriften und Gesetze beachtet werden müssen, empfiehlt sich die Einführung eines Arbeitsschutzmanagementsystems.
Eine besondere Rolle im betrieblichen Gesundheitsschutz wird zukünftig das „Betriebliche Gesundheitsmanagement“ (BGM) spielen.
BGM zielt auf die Unternehmenskultur, auf Klima und Führung. Es zielt auf die Qualifizierung der Beschäftigten, ihr gesundheitsbewusstes Verhalten und insbesondere auch auf eine gesundheitsförderliche Arbeitsgestaltung. Einem vorzeitigen Verschleiß der Mitarbeiter auf allen Unternehmensebenen wird dadurch entgegengewirkt. Das Betriebsergebnis wird gesteigert und der langfristige Unternehmenserfolg gesichert.
BGM ist die Entwicklung betrieblicher Rahmenbedingungen, betrieblicher Strukturen und Prozesse, die die gesundheitsförderliche Gestaltung von Arbeit und Organisation und die Befähigung zum gesundheitsförderlichen Verhalten der Mitarbeiter zum Ziel haben! (Definition des BGM durch den Weiterbildungsstudiengang BGM an der Universität Bielefeld). Sehr häufig wird „Betriebliches Gesundheitsmanagement (BGM)“ mit „Betrieblicher Gesundheitsförderung (BGF)“ gleichgesetzt. Dies ist ein großer Fehler, da hierdurch der eigentlich wichtige Managementansatz des BGM „vergessen“ wird. Betriebliche Gesundheitsförderung ist immer nur ein Teil des betrieblichen Gesundheitsmanagements. Man kann von einer Entwicklung sprechen von der eher themenzentrierten Projektebene des BGF hin zu einer insbesondere strukturellen Optimierung im Rahmen des BGM.

## Umweltschutzmanagement
Die Einführung eines Umweltmanagementsystems nach den Standards ISO 14001:2004 (bzw. DIN EN ISO 14001:2005) sowie EMAS II als Nachweis der unternehmerischen Sorgfaltspflicht – Kunden, Versicherungen, Banken oder Behörden gegenüber – besitzt hohen Stellwert. Das Ziel, eine im Umwelt-, so wie auch im Arbeitsschutzbereich, lenkbare und flexible Organisationsstruktur zu schaffen, führt frühzeitig zur Erkennung und Vermeidung unternehmerischer Risiken. Gleichzeitig trägt der Aufbau eines solchen Systems zur Einsparung von Energie und Rohstoffen und damit zu wirtschaftlichen Verbesserungen bei.
EMAS (Eco Management and Audit Scheme) ist eine Verordnung der Europäischen Union. Diese gilt unmittelbar in allen Mitgliedsstaaten der EU, hat darüber hinaus aber keine rechtlich bindende Wirkung. Mit der Verordnung Nr. 196/2006 (EG 2006) wurde EMAS aktualisiert. Erstmals in Kraft trat EMAS im April 1995 (Verordnung Nr. 1836/93 (EWG 1993)), daher wird die aktuelle Version oft auch als EMAS II bezeichnet.
Die EMAS II und die DIN EN ISO 14001 sind die beiden bekanntesten Regelwerke der Umweltmanagementsysteme. Die gleichzeitige Teilnahme an beiden Umweltmanagementsystemen ist möglich. Daneben gibt es noch zahlreiche Umweltmanagement-Ansätze.

## Datenschutzmanagement
Ein automatisierte Verarbeitung von personenbezogenen Daten unterliegt dem Datenschutz. Sie erfordert nach den Vorgaben des Bundesverfassungsgerichts aus dem Volkszählungsurteil 1983 stets eine Einwilligung des Betroffenen oder eine Rechtsvorschrift als Erlaubnisnorm (vgl. § 4 Abs. 1 Bundesdatenschutzgesetz (BDSG)). Wer also personenbezogene Daten erheben, verarbeiten oder nutzen will, muss sich vorher klarmachen, auf welcher Rechtsgrundlage dies erfolgen darf. Das BDSG enthält solche Rechtsgrundlagen.
Der Unternehmer bzw. der Datenschutzbeauftragte hat die Zulässigkeit, Erforderlichkeit, Zweckbindung aller erhobenen und gespeicherten Daten zu prüfen. Hierbei handelt es sich um die Sicherstellung der Rechte des Betroffenen und entsprechende, technische und organisatorische Datenverarbeitungsmaßnahmen (Anlage zu §9 BDSG). Die erhobenen Daten müssen für die Erfüllung der Arbeitsaufgabe tatsächlich notwendig sein. Bei der Gestaltung und Auswahl von Datenverarbeitungssystemen ist der Grundsatz der Datenvermeidung zu beachten.
Mit geeigneten Datensicherungsmaßnahmen hat der Unternehmer sicherzustellen, dass die Persönlichkeitsrechte der Betroffenen nicht durch Verlust, Fälschung oder unbefugte Kenntnisnahme durch Dritte verletzt werden.

## Krisenmanagement
Ein Unternehmen kann über einen längeren Zeitraum erfolgreich operieren und gute Ergebnisse erzielen. Trotzdem kann es innerhalb eines Tages durch ein Ereignis in eine Krise stürzen. Es besteht die Gefahr, dass die Krise außer Kontrolle gerät und der vitale Nerv des Unternehmens kritisch getroffen wird.
Der Aufbau eines einfachen Krisenmanagementsystems fällt vielen Unternehmen schwer. Zunächst muss ein Unternehmen ein umfassendes Bewusstsein für mögliche Risiken und Krisen entwickeln. Vor allem müssen die Führungskräfte sensibilisiert und hinreichend ausgebildet werden. Schließlich wird eine schlagkräftige Aufbau- und Ablauforganisation sowie die Bereitstellung von Ressourcen benötigt. Gerade Betriebe, die der Störfall-Verordnung unterliegen, sind auf eine gerichtsfest dokumentierte Vorbereitung angewiesen.
Primäres Ziel einer Krisenorganisation ist eine schnelle Krisenbewältigung beim eintretenden Ernstfall. Deshalb ist es sinnvoll, in guten Zeiten einen geeigneten Krisenstab (KS) aufzustellen. Dabei spielt die Personalauswahl eine wichtige Rolle. Wie sich ein Krisenstab zusammensetzt, hängt vor allem von der Struktur und Größe eines Unternehmens ab. Ein Krisenstab sollte so klein wie möglich und so ausbaufähig wie nötig sein. Für jedes Mitglied sollte außerdem ein Stellvertreter vorgesehen werden. Ein Krisenstab muss ad hoc handlungsfähig sein, sobald ein krisenhaftes Ereignis eintritt. Der Betriebssicherheitsmanager muss Geschäftsführer des Krisenstabs sein. Er hat alles zu organisieren und einzuleiten, was für eine effektive Arbeit erforderlich ist. Ferner hat er die Mitglieder zu beraten und regelmäßig zu informieren. Seine Aufgabe ist auch die Ausstattung der Krisenstabsräume.
Verschiedene Teile des Krisenmanagements sind dabei zu unterscheiden:
- aktives Krisenmanagement (antizipatives Krisenmanagement und präventives Krisenmanagement)
- reaktives Krisenmanagement (repulsives Krisenmanagement und liquidatives Krisenmanagement)

Proaktive Krisenvorsorge ist eine wertschöpfende Investition in die Zukunft eines jeden Unternehmens. Das Undenkbare kann schon Morgen in Form einer Krise Realität werden.
Die o.a. Managementsysteme sollen nur eine exemplarische Auswahl darstellen. So kann natürlich auch ein Security-Managementsystem hervorragend in das Betriebssicherheitsmanagement-System integriert werden. Gerade die Flexibilität des Systems ist eine seiner zahlreichen Stärken.

## Betriebliche Integration
Ein Veränderungsprozess, wie der Aufbau eines Betriebssicherheitsmanagement-Systems, ist immer dann effizient und nachhaltig, wenn es gelingt, die Mitarbeiter mitzunehmen. Das bringt eine hohe Identifikation und Motivation. Ebenso fließen alle betrieblichen Erkenntnisse und Erfahrungen der Mitarbeiter unmittelbar in den Prozess ein. Eine Grundvoraussetzung dazu ist eine Vertrauensbasis zwischen der Geschäftsleitung und den Mitarbeitern. Haben die Mitarbeiter das sichere Gefühl, bei ihrem Einsatz keine persönlichen Nachteile zu erlangen, so werden sie sich voll einbringen. Es gibt gute Beispiele, wo Mitarbeiter in solch einem Projekt ihre eigene Abteilung aufgelöst haben. Sie konnten erkennen, dass mit einer anderen Organisation dem betrieblichen Ablauf besser gedient werden kann. Die Garantie auf einen anderen Arbeitsplatz hatten sie ja. Da die Mitarbeiter unmittelbar erfahren, dass sie mit ihrer Arbeit nicht nur die Zukunft des Unternehmens, sondern auch ihren Arbeitsplatz sichern, ist eine hohe Identifikation gewährleistet.
Eine der wichtigen Säulen ist daher auch die Mitarbeiterführung. Nicht jeder Mitarbeiter reagiert gleich, jeder hat sein eigenes Profil und erfordert daher einen individuellen Führungsstil.

## Arbeitskreis Betriebssicherheitsmanagement (AK BSM)
Unter dem Dach des Vereines der Freunde und Förderer der Deutschen Arbeitsschutzausstellung (DASA) in der Bundesanstalt für Arbeitsschutz und Arbeitsmedizin in Dortmund hat sich der „Arbeitskreis Betriebssicherheitsmanagement (AK BSM)“ gegründet. Zweck und Aufgabe des Arbeitskreises ist die Förderung der Fachrichtung „Betriebssicherheitsmanagement“ und deren Berufsbild in Praxis, Lehre und Forschung vorrangig aus Sicht der Praktiker (insbesondere in den Bereichen Arbeits- und Gesundheitsschutz, Qualitätsmanagement, Umweltschutzmanagement, Datenschutzmanagement, Risikomanagement, Krisenmanagement u. a.). Zur Erreichung dieses Zieles strebt der AK BSM die Gründung eines Netzwerkes und den Aufbau internationaler Kontakte an. Die Mitgliedschaft im AK BSM ist gekoppelt an eine Mitgliedschaft im Verein der Freunde und Förderer der DASA. Der AK BSM trifft sich mindestens zweimal jährlich. Als offizielle Mitteilungsorgane des Arbeitskreises Betriebssicherheitsmanagement dienen die Fachzeitschriften „Praktische Arbeitsmedizin“ und „Sicherheitsingenieur“, entsprechende Kooperationen wurden vereinbart.